# Antonio Riccoboni
Antonio Riccoboni, né à Rovigo en 1541 et mort à Padoue le 27 juillet 1599, est un philologue italien.

## Biographie
Antonio Riccoboni nait en 1541 à Rovigo, petite ville de la république de Venise. Quoiqu’il soit d’une extraction obscure, il fait de bonnes études à Venise et à Padoue, où il a successivement pour maîtres Paul Manuce, Sigonius et Marc Antoine Muret. Après avoir terminé ses humanités, il suit des cours de jurisprudence, et, très jeune encore, il est nommé professeur de belles-lettres dans sa ville natale. Le corps municipal accorde même le droit de bourgeoisie à sa famille, en récompense d’un discours à la louange de la jurisprudence, prononcé publiquement en 1567 par Riccoboni. Il se rend en 1571 à Padoue et prit le grade docteur en droit à l’université de cette ville. Il voulait se consacrer entièrement à la jurisprudence, qui paraissait lui offrir plus d’avantages que la carrière littéraire ; mais, sur les instances de ses amis, il accepte une chaire d’humanités et de rhétorique où il prononce trois discours d’inauguration, De studiis liberalium artium, De studiis humanitatis, De studiis artis rhetoricæ. Cependant il n'enseigne d’abord qu’en second, puis il devient premier professeur en 1572, avec un traitement qu’on augmente à diverses reprises ; et la ville de Padoue lui confère aussi le droit de bourgeoisie en 1581. Quelques années plus tard, Riccoboni soutient une polémique contre Sigonius, son ancien maître. Celui-ci, profond latiniste, entreprend de compléter le traité de Cicéron, De consolatione, dont on ne connaissait que des fragments. Ayant rempli les lacunes par des morceaux de sa composition, il publie l’ouvrage comme un manuscrit récemment découvert sous ce titre : M. Tullii Ciceronis Consolatio, liber quo se ipsum de filiæ morte consolatus est, nunc primum repertus et in lucem editus a Francisco Viannello, Veneto, Venise, 1583, in-8° ; réimprimé la même année à Plaisance, à Paris, à Strasbourg, à Francfort, etc., et à Paris (Lyon), 1584, in-12. Riccoboni s’aperçoit bientôt de la supercherie, et la dévoile dans une lettre intitulée De consolatione, edita sub nomine Ciceronis, Epistola ad Hieronymum Mercurialem, qui est insérée dans une nouvelle édition du livre avec deux réponses de Sigonius, que son adversaire réfute encore. Cependant le traité de la Consolation passe pour authentique pendant longtemps ; mais la supposition en est bien constatée aujourd’hui. Riccoboni a attaqué la généalogie fabuleuse que Joseph Scaliger et son père s’étaient fabriquée, et a même fourni à Scioppius des renseignements pour en démontrer la fausseté. Cette conduite lui attire l’animosité de Scaliger, qui en parle dans ses ouvrages avec un mépris injuste et va jusqu’à l’appeler Porcus Riccobonus. Le cardinal Guido Bentivoglio, qui l'a eu pour maître dans sa jeunesse, lui accorde de grands éloges. Après vingt-huit ans de professorat à l’université de Padoue, Antonio Riccoboni meurt de la maladie de la pierre dans cette ville en 1599.

## Œuvres

De gymnasio patavino, 1598

Outre les opuscules que nous avons déjà cités, quelques autres discours et oraisons funèbres, on a de lui :
- Commentarius in quo per locorum collationem explicatur doctrina librorum Ciceronis rhetoricorum, Venise, 1567 ; Francfort, 1596, in-8°.
- De historia liber ; cum fragmentis historicorum veterum latinorum summa fide collectis, Venise, 1568, in-8°. L’auteur traite d’abord des qualités de l’histoire et de sa nécessité pour les sciences ; puis il donne les fragments qui nous restent des anciens historiens latins dont les ouvrages sont perdus, entre autres de Caton l'Ancien, de Masurius Sabinus, etc. Ce livre et un autre opuscule de Riccoboni, De scribenda historia, ont été insérés dans le recueil intitulé Penus artis historicæ, Bâle, 1579, 2 vol. in-8°:
- Aristotelis Artis rhetoricæ libri tres, græce et latine, etc., Venise, 1579 ; Francfort, 1588, in-8°.
- Aristotelis liber de poetica latine conversus, Venise, 1579, in-8° ; ibid., 1584, in-4° ; Padoue, 1587, in-4°. Ces versions latines de la Rhétorique et de la Poétique d’Aristote firent beaucoup d’honneur à Riccoboni ; mais les savants, en lui donnant de justes éloges, regrettèrent qu’il n’eût pas rendu assez scrupuleusement le sens de son auteur.
- De consolatione edita sub nomine Ciceronis judicium secundum, Vicence, 1585, in-8°. C’est une seconde réponse à Sigonius dans la dispute dont avons parlé.
- Praxis rhetorica, sive De usu rhetoricæ, etc., Cologne, 1588, in-8° ; Francfort, 1595, in-8°. On trouve dans cette dernière édition une dissertation de Riccoboni intitulée A Joanne Mario Mattio[3] Dissensio de quibusdam locis Quintilliani probantibus rhetorica ad Herrennium esse Cornificii, où il prétend, d’après quelques passages de Quintilien, que le traité Rhetorica ad Herennium est de Cornificius et non pas de Cicéron. Beaucoup de savants sont du même avis.
- Defensor, sive pro ejus opinione de Epistola Horatii ad Pisones, in Nicolaum Colonium, Ferrare, 1591, in-8°. Riccoboni soutient contre Nicolas Coloni, philologue de Bergame, qu’Horace n’a pas eu le dessein de faire dans cette épître un art poétique proprement dit, mais qu’il a seulement voulu signaler les défauts des poètes contemporains ; et cette opinion paraît effectivement très-probable.
- Orationum volumina duo, Padoue, 1592, in-4°. C’est un recueil de discours prononcés par Riccoboni en diverses circonstances.
- Aristotelis Ethica latine versa, Padoue, 1593, in-8° ; Hanovre, 1610, in-8°. Cette traduction de l’Éthique à Nicomaque d’Aristote est accompagnée d’un commentaire.
- De Gymnasio Patavino commentariorum libri sex, etc., Padoue, 1598, in-4°. C’est l’histoire de l’Université de Padoue. L’auteur y a inséré quelques-uns de ses discours qui n’avaient point encore été imprimés, ainsi que plusieurs lettres de Sigonius et d’autres savants, avec ses réponses sur la dispute occasionnée par le livre De la consolation. L’ouvrage de Riccoboni est curieux ; mais ceux que Tomasini, Papadopoli, Facciolati ont publié postérieurement sur l’Université de Padoue, sont plus méthodiques et naturellement plus complets.